# 坂柳有栖
坂柳有栖（日语：／）是由衣笠彰梧創作的輕小說作品《歡迎來到實力至上主義的教室》的女主角之一。她是故事中高度育成高中1年A班的女學生。在2年級篇時晉級。

## 作中設定

### 經歷
坂柳就讀名校高度育成高中，由於成績優異，因此被安排到了A班。坂柳患有疾病，因此未參加無人島特別考試、船上特別考試和體育祭。在體育祭結束後，打電話給綾小路清隆，承認了自己和清隆之間的關係，並向綾小路清隆宣戰。為了引起清隆的興趣，她散播一之瀨帆波是罪犯的謠言，並計劃將帆波逼入絕境。坂柳在1年級的期末考試中與清隆對決，雖然最終勝利，但她知道這是學校的干預。坂柳告訴清隆，自己「想知道更多關於綾小路的事情」，並決定保持距離以進一步競爭。到了2年級，坂柳警告一之瀨不要太過依賴清隆，否則會受到嚴重的打擊，但一之瀨不聽從警告，反而透漏自己喜歡綾小路清隆，讓清隆意識到自己的感情。

### 形象
坂柳與葛城康平共同擔任A班的領導者，但在班級內與他對立。父親是高度育成高中的理事長。坂柳外表端麗，自稱為「天才」，具有非常高的智力，但由於先天性心臟病，被醫生禁止進行任何運動，學校允許她在行走時使用拐杖。平時舉止溫和，對任何人都彬彬有禮，但本性冷酷，思維具有攻擊性，與保守的葛城形成鮮明對比。學生會長學也稱讚了坂柳的領導能力。
坂柳實際上是White Room的相關人員，是了解清隆的過去為數不多的人之一。她的親生父親與清隆的父親有聯繫，似乎在過去與他們兩人有接觸過，坂柳曾與親生父親一起目擊在White Room裡的清隆。坂柳從認知到清隆的存在開始，就裝作與他無關的樣子，實際上卻暗中利用神室跟蹤他，並插手龍園干擾D班的行動，堅決要親手擊敗清隆，避免清隆的實力被他人發現。
坂柳似乎很在意自己的身體狀況，對自己走得慢等事情感到抱歉。龍園和清隆擅長的體力是她最大的弱點，雖然坂柳平時會帶幾個同學一起行動以彌補這點，但在與清隆一起受到月城攻擊時，拖累了清隆。她也對自己的體型有點在意，被高圓寺稱為「小女孩」時感到憤怒。

## 人物設定
知世俊作表示他設計了一個與其他女性角色不同風格的堅強性格。

## 發展

### 網路動畫
2021年8月4日《歡迎來到實力至上主義的教室 2年級篇》第4.5卷發售，並在YouTube上公開了宣傳影片，旁白由日高里菜（坂柳有栖的聲優）擔任。

### 電視動畫
《歡迎來到實力至上主義的教室》電視動畫於2017年7月開始播出，該動畫中由日高里菜擔任坂柳有栖的聲優。在第3季《歡迎來到實力至上主義的教室 3rd Season》的第1張視覺圖中，描繪了綾小路清隆和坂柳有栖背靠背站立的場景。
原作小說中首次登場是在1年級篇第5卷，但電視動畫版中在第1季時就登場了。在原作小說中，對綾小路清隆表白並宣戰的場景是在體育祭結束後，而在動畫中則被改到第2季的第13集。

## 評價

### 評論
《EPICSTREAM》網站的作家Rainee Yee評價坂柳有栖不是普通的角色。她指出坂柳有栖像綾小路清隆一樣，能夠操控他人，而且非常狡猾，她知道何時展現自己的魅力以獲得想要的東西，這一點很有趣。
評論家及作家談到作品中的女性領導者時提到坂柳有栖，認為她有著突出的特點。負責領導堀北班的堀北鈴音雖然具備領導能力，但由於過度認真的性格，在沒有清隆的幫助下，進行充滿背叛的戰鬥時很難獲勝；負責統領一之瀨班的一之瀨帆波雖然對每個人都很親切，但有時會受到坂柳操控，這讓身為領導者的她感到不安。而坂柳則是一位冷酷且執著的領導者，她用脆弱的外表掩蓋這一面，這樣的人物讓人相信她能夠引領A班走向畢業。

### 「這本輕小說真厲害！」的評價
在「這本輕小說真厲害！」女性角色部門中，於2019年首次進入了前20名。
| 年份 | 獎項                   | 部門         | 名次   |
| ---- | ---------------------- | ------------ | ------ |
| 2019 | 這本輕小說真厲害！2020 | 女性角色部門 | 第19名 |
| 2020 | 這本輕小說真厲害！2021 | 女性角色部門 | 第21名 |
| 2021 | 這本輕小說真厲害！2022 | 女性角色部門 | 第25名 |
| 2022 | 這本輕小說真厲害！2023 | 女性角色部門 | 第17名 |
| 2023 | 這本輕小說真厲害！2024 | 女性角色部門 | 第22名 |

### 人氣投票／讀者問卷
根據小說第11卷和11.5卷末的調查數據，她在「想交往的女友排行榜」中排名第4。

## 腳註

### 來源
1. ↑  このラノ2022 (2021)，第17頁.
2. 1 2  メガミマガジン2017/9 (2017)，第52頁.
3. 1 2  メガミマガジン2022/8 (2022)，第73頁.
4. 1 2  メガミマガジン2024/3 (2024)，第82頁.
5. 1 2  このラノ2020 (2019)，第88頁.
6. 1 2  . GAMERANT. 2022-05-22  [2022-06-22]. （原始内容存档于2022-06-22） （英语）.
7. ↑  このラノ2021 (2020)，第14頁.
8. ↑  このラノ2022 (2021)，第38頁.
9. ↑  . アキバ総研. 2017-08-29  [2021-11-20]. （原始内容存档于2022-04-08） （日语）.
10. ↑  . マンガペディア.   [2021-11-05]. （原始内容存档于2022-05-05） （日语）.
11. 1 2 3  . リアルサウンド. 2023-07-30  [2023-08-19]. （原始内容存档于2023-07-31） （日语）.
12. 1 2 3 4 5  . EPICSTREAM. 2022-05-20  [2022-05-21]. （原始内容存档于2022-05-21） （英语）.
13. 1 2  小説/1年生編第4巻 (2016)，第271頁.
14. ↑  月刊ニュータイプ2022/9 (2022)，第25頁.
15. 1 2  小説/1年生編第5巻 (2017)，第43頁.
16. ↑  .   [2021-11-05]. （原始内容存档于2022-04-08） （日语）.
17. ↑  小説/1年生編第11巻 (2019)，第11-16頁.
18. ↑  小説/1年生編第9巻 (2018).
19. ↑  小説/1年生編第7巻 (2017)，第175頁.
20. ↑  小説/1年生編第7巻 (2017)，第164-165頁.
21. ↑  小説/1年生編第11巻 (2019)，第321頁.
22. ↑  . ciatr. 2022-08-05  [2023-08-19]. （原始内容存档于2023-07-25） （日语）.
23. ↑  トモセシュンサク Art Works第1弾 (2017)，第15頁.
24. ↑  . 『ようこそ実力至上主義の教室へ 2年生編』公式サイト.   [2022-01-26]. （原始内容存档于2022-04-08） （日语）.
25. ↑  . animate Times.   [2021-12-21]. （原始内容存档于2022-05-05） （日语）.
26. ↑  . MANTANWEB (MANTAN). 2022-03-06  [2022-03-06]. （原始内容存档于2022-04-13） （日语）.
27. ↑  . コミックナタリー. 2023-07-23  [2023-07-09]. （原始内容存档于2023-07-25） （日语）.
28. ↑  小説/1年生編第5巻 (2017)，第41-44頁.
29. ↑  小説/1年生編第7.5巻 (2018).
30. ↑  このラノ2021 (2020)，第89頁.
31. ↑  このラノ2022 (2021)，第89頁.
32. ↑  このラノ2023 (2022)，第92頁.
33. ↑  このラノ2024 (2023)，第92頁.
34. ↑  トモセシュンサク Art Works第2弾 (2020)，第102頁.

### 小說
- 衣笠彰梧（著） / トモセシュンサク（イラスト）. . MF文庫J 第4巻. KADOKAWA. 2016-05-31. ISBN 978-4-04-068338-6.
- 衣笠彰梧（著） / トモセシュンサク（イラスト）. . MF文庫J 第5巻. KADOKAWA. 2017-01-25. ISBN 978-4-04-069017-9.
- 衣笠彰梧（著） / トモセシュンサク（イラスト）. . MF文庫J 第7巻. KADOKAWA. 2017-10-25. ISBN 978-4-04-069458-0.
- 衣笠彰梧（著） / トモセシュンサク（イラスト）. . MF文庫J 第7.5巻. KADOKAWA. 2018-01-25. ISBN 978-4-04-069675-1.
- 衣笠彰梧（著） / トモセシュンサク（イラスト）. . MF文庫J 第9巻. KADOKAWA. 2018-09-25. ISBN 978-4-04-065157-6.
- 衣笠彰梧（著） / トモセシュンサク（イラスト）. . MF文庫J 第11巻. KADOKAWA. 2019-05-25. ISBN 978-4-04-065739-4.

### 相關書籍
- 衣笠彰梧. . KADOKAWA. 2017-09-23. ISBN 978-4-04-069291-3.
- 衣笠彰梧. . KADOKAWA. 2020-01-25. ISBN 978-4-04-064252-9.

### 雜誌
- . 學研PLUS. 2017-07-29. ASIN B071FMWJ94.
- . 學研PLUS. 2022-06-30: 73. ASIN B0B45LGNQ3.
- . KADOKAWA. 2022-08-10: 12–27. ASIN B0B6PYNB7F.
- . Gakken. 2024-01-30: 82. ASIN B0CSQG73B5.

### 導覽書
- 『這本輕小說真厲害！』編輯部. . 寶島社. 2019-12-09. ISBN 978-4-8002-9978-9.
- 『這本輕小說真厲害！』編輯部. . 寶島社. 2020-12-08. ISBN 978-4-299-01056-8.
- 『這本輕小說真厲害！』編輯部. . 寶島社. 2021-12-09. ISBN 978-4-299-02264-6.
- 『這本輕小說真厲害！』編輯部. . 寶島社. 2022-12-10. ISBN 978-4-299-03647-6.
- 『這本輕小說真厲害！』編輯部. . 寶島社. 2023-12-09. ISBN 978-4-299-04899-8.

## 外部連結
- MF文庫J《歡迎來到實力至上主義的教室》官方網站 CHARACTER（日語）
  - MF文庫J《歡迎來到實力至上主義的教室》2年級篇官方網站 CHARACTER 坂柳有栖（日語）
- 電視動畫《歡迎來到實力至上主義的教室》官方網站 CHARACTER（日語）